# واردات
در بازرگانی بین‌المللی، واردات (به انگلیسی: Import) به فرآیند انتقال کالاهایی گفته می‌شود که در خارج از کشور تولید یا تهیه شده‌اند و به‌منظور مصرف، فروش یا تولید، وارد کشور می‌شوند. 
به عبارت دیگر به وارد کردن کالاهای تولید شده در خارج از مرزهای رسمی یک کشور، توسط تجار و بازرگانان و یا مسافران بین المللی، به داخل آن کشور را واردات می گویند و بالعکس آن را صادرات می نامند. معمولاً چون تهیهٔ پاره‌ای کالا برای برخی کشورها امکان‌پذیر نبوده یا از نظر اقتصادی مقرون به صرفه نمی‌باشد، لذا آنان با استفاده از کالاهای وارداتی نیازمندی‌های خود را تأمین می‌کنند. 
شرایط جوی و وضع آب و هوا از جمله عوامل تعیین‌کننده ضرورت و میزان واردات است؛ مثلاً چون رشد و نمو گیاهان و میوه‌های گرمسیری یا استوائی برای کشورهای مناطق معتدله یا سردسیر امکان‌پذیر نیست، بنابراین با وارد کردن این‌گونه میوه‌ها، نیازمندی ساکنان این کشورها را تأمین می‌کنند. 
مسئله تخصص، کارگر و قابلیت زمین نیز از جمله عوامل مؤثر در میزان واردات است. غالب کشورها در برابر واردات، کالاهایی را که در داخل تهیه می‌کنند به کشورهای دیگر نیز صادر می‌نمایند، و سعی می‌کنند تا میان واردات و صادرات حداقل، تعادل مناسبی برقرار باشد و کوشش می‌کنند صادراتشان بر وارداتشان فزونی گیرد. به‌طور کلی اقتصاد سالم و معقول آن است که صادرات بر واردات فزونی داشته باشد.

## آمار کشورهای دارای بیشترین واردات در جهان
| رتبه | کشور                | حجم واردات به دلار  | تاریخ آمارگیری |
| ---- | ------------------- | ------------------- | -------------- |
| ۱    | ایالات متحده آمریکا | $ ۲٬۳۱۴٬۰۰۰٬۰۰۰٬۰۰۰ | تخمین سال ۲۰۱۱ |
| ۲    | چین                 | $ ۱٬۷۴۳٬۴۶۸٬۰۰۰٬۰۰۰ | تخمین سال ۲۰۱۱ |
| ۳    | آلمان               | $ ۱٬۳۳۹٬۰۰۰٬۰۰۰٬۰۰۰ | تخمین سال ۲۰۱۱ |
| ۴    | ژاپن                | $ ۷۹۴٬۷۰۰٬۰۰۰٬۰۰۰   | تخمین سال ۲۰۱۱ |
| ۵    | فرانسه              | $ ۶۸۴٬۶۰۰٬۰۰۰٬۰۰۰   | تخمین سال ۲۰۱۱ |
| ۶    | بریتانیا            | $ ۶۵۴٬۹۰۰٬۰۰۰٬۰۰۰   | تخمین سال ۲۰۱۱ |
| ۷    | ایتالیا             | $ ۵۴۱٬۲۰۰٬۰۰۰٬۰۰۰   | تخمین سال ۲۰۱۱ |
| ۸    | کره جنوبی           | $ ۵۲۵٬۲۰۰٬۰۰۰٬۰۰۰   | تخمین سال ۲۰۱۱ |
| ۹    | هلند                | $ ۵۱۴٬۱۰۰٬۰۰۰٬۰۰۰   | تخمین سال ۲۰۱۱ |
| ۱۰   | هنگ کنگ             | $ ۴۹۳٬۲۰۰٬۰۰۰٬۰۰۰   | تخمین سال ۲۰۱۱ |

## ده کالایی که بیشترین واردات به کشور ایران را دارند
ده کالایی که بیشترین واردات به ایران را در «شش‌ماهه نخست سال ۱۳۹۳» داشته‌اند و ارزش دلاری و رتبه وارداتی آن‌ها با مدت مشابه سال پیش‌ازاین (شش‌ماهه نخست سال نود و دو) مقایسه شده‌است، عبارتند از: ۱-گندم، ۲-وسایل نقلیه با موتور پیستونی درون‌سوز تناوبی جرقه‌ای با حجم سیلندر بیشتر از هزار و پانصد سانتی‌متر مکعب اما از سه هزار سانتی‌متر مکعب بیشتر نباشد، ۳-برنج‌های هندی و پاکستانی، ۴-دانه ذرت، ۵-گنجاله سویا، این محصول بازمانده جامدی است که پس از روغن‌کشی از دانه‌های روغنی به‌جا می‌ماند که عمدتاً به‌عنوان خوراک دام مصرف می‌شود، ۶-محصولات آهنی، محصولات از آهن یا فولاد غیر ممزوج تخت و گرم نورد شده به شکل طومار، ۷- دستگاه‌های گیرنده، فرستنده تلفن همراه، ۸-شکر تصفیه‌شده، ۹-ماژول نمایشگر متشکل از صفحه LCD یا LED پلاسما، ۱۰-گوشت یخ‌زده.

## مراحل واردات کالا در شرکت‌های واردکننده
شرکت‌های واردکننده بایستی اشراف کافی به قوانین و مقررات صادرات و واردات به کشور داشته باشند. اشراف به قوانین واردات کالا به ایران در حوزه تخصص شرکت‌های خدمات بازرگانی می‌باشد. در ابتدای امر تولیدکننده، بازرگان، شرکت واردات یا خریدار بنا به دلایل و شرایطی که دارد، نیازی را در بازار احساس می‌کند و متوجه می‌شود که می‌تواند با استفاده از روابط یا با استفاده از مشتری‌های خود کالای مدنظر را به بازار موجود وارد و از منافع آن بهره ببرد. یا بنا به نیاز سنجی و امکان‌سنجی‌ها در شرکت‌های تولیدی و تحقیقات بازار (market research) یا شم تجاری بازرگان تشخیص می‌دهد که موعد واردات کالایی خاص فرا رسیده‌است. 
در این حالت مطالعه اندازه بازار مورد نظر و بخش‌بندی بازار و سهم رقبا از بازار، شناخت میزان تقاضا و مصرف و درک ضرورت نیاز مردم به آن کالا پیش از واردات از دیگر کشورها باید مورد بررسی قرار گیرد و با توجه به درآمد و مصرف سرانه می‌توان متوجه شد که مردم به چه اندازه حاضر به پرداخت هزینه برای آن کالای خاص می‌باشند و این امر در کنار برآورد هزینه‌های بازرگانی و واردات کالا نهایتاً منجر به برآورد صحیحی از واردات کالا ایجاد می‌نماید.
در گام بعدی شرکت واردکننده یا تولیدکننده باید تصمیم بگیرد که کالای مورد نظر خود را از کدام کشور مبدأ وارد نماید. البته در خصوص کالاهایی که دارای برند و نام تجاری مشخص هستند کار بازرگان آسان‌تر است زیرا از قبل مشخص می‌شود که کدام برند را باید از کدام کشور مبدأ خریداری نمود. به عنوان مثال شرکت‌های پتروشیمی اعلام می‌کنند که به کالای خاصی با نام تجاری و برند معینی نیاز دارند، در این حالت شرکت بازرگانی واردات کالا را با توجه به برند آن از کشور مورد نظر انجام می‌دهد. این خلاصه‌ای بود از کلیات مراحل واردات کالا در شرکت واردکننده.
حال در صورتی که شرکت صادرات و واردات یا شرکت تولیدی، کشور خاصی را به منظور واردات مد نظر نداشته باشد باید تصمیم گرفت که واردات از کدام کشور چرا و چگونه انجام گردد؟ البته برخی از کالاها دارای برند مبدأ هستند به عنوان مثال شلوار جین با واردات از ترکیه تأمین می‌شود یا واردات ماشین آلات صنعتی در کارخانه‌های با سطح تکنولوژی بالا با واردات از آلمان صورت می‌گیرد، یا واردات شیرآلات و صنایع پمپ‌سازی با واردات از ایتالیا انجام می‌شود. 
به عنوان مثال در صورتی که کسی تمایل به واردات اسباب بازی داشته باشد می‌بایست واردات خود را از شانتو چین انجام دهد. شرکت ترخیص کارا می‌تواند اطلاعات و داده‌های دقیق را در خصوص واردات کالا اعم از واردات کالا از چین، واردات کالا از ترکیه، واردات کالا از اروپا و … را به مشتریان خود بدهد به گونه‌ای کدام کالا را از کدام مبدأ تأمین نماید و پیچیدگی‌ها و منافع هریک ارائه خواهد کرد.

## دلایل واردات کالا
واردات معمولاً به دلایل مختلفی انجام می‌شود، از جمله:
1. دسترسی به کالاها یا خدماتی که در کشور خود تولید نمی‌شوند: برخی از کشورها ممکن است منابع طبیعی، فناوری یا تخصص لازم برای تولید برخی از کالاها یا خدمات را نداشته باشند.
2. کیفیت یا قیمت بهتر: ممکن است کالاهای تولید شده در کشورهای دیگر دارای کیفیت بالاتر یا قیمت کمتری باشند.
3. تقویت رقابت در بازار داخلی: واردات می‌تواند رقابت را در بازار داخلی افزایش دهد و باعث بهبود کیفیت و کاهش قیمت‌ها شود.
4. تقاضای داخلی بیشتر از عرضه داخلی: در صورتی که تقاضای داخلی برای یک محصول بیشتر از تولید داخلی باشد، واردات برای تامین این تقاضا ضروری می‌شود.

## واردات مواد شیمیایی
واردات مواد شیمیایی به فرآیند وارد کردن مواد شیمیایی از سایر کشورها به یک کشور خاص اشاره دارد. این مواد می‌توانند شامل مواد خام، مواد اولیه برای صنایع مختلف، مواد آزمایشگاهی و یا محصولات شیمیایی نهایی باشند.

### قوانین واردات مواد شیمیایی
در واردات مواد شیمیایی چند نکته اساسی وجود دارد:
1. مجوزها و مقررات: واردات مواد شیمیایی معمولاً تحت قوانین و مقررات سخت‌گیرانه‌ای صورت می‌گیرد. بسیاری از کشورها برای واردات مواد شیمیایی نیاز به مجوزهای خاص دارند و ممکن است این مواد تحت نظارت سازمان‌های دولتی باشند.
2. استانداردهای ایمنی: مواد شیمیایی می‌توانند خطرناک باشند و باید طبق استانداردهای بین‌المللی بسته‌بندی، نگهداری و حمل و نقل شوند.
3. مالیات و تعرفه‌ها: واردات مواد شیمیایی معمولاً شامل مالیات‌ها و تعرفه‌هایی است که باید به دولت پرداخت شود.
4. بیمه: بیمه واردات مواد شیمیایی به دلیل خطرات احتمالی ضروری است.
5. تأمین‌کنندگان معتبر: یافتن تأمین‌کنندگان معتبر و قابل اعتماد برای تضمین کیفیت و ایمنی مواد شیمیایی وارداتی از اهمیت بالایی برخوردار است.

واردات مواد اولیه شیمیایی به ایران هم در حال حاضر یکی از ارکان مهم صنعت کشور به حساب می‌آید. با توجه به تنوع و پیچیدگی این مواد که در صنایع مختلف مثل پتروشیمی، داروسازی و صنایع غذایی کاربرد دارند، نیاز به واردات از خارج از کشور کاملاً ضروری است. به علاوه، محدودیت‌های منابع داخلی و نیاز به تکنولوژی‌های پیشرفته باعث می‌شود که این واردات برای تأمین نیازهای داخلی اهمیت ویژه‌ای داشته باشد.